# 凌志RC
凌志RC（Lexus RC）是豐田汽車旗下的高價品牌凌志於2014年所推出的雙門四人座跑車，於2013年東京車展正式發布。
据雷克萨斯称，RC代表“ Radical Coupe ”（激进的轿跑车），是雷克萨斯IS（XE30）的双门轿跑车版本。RC借鉴了LF-LC概念车的造型，并通过LF-CC概念车进行预演，是 Pansoo Kwon在2010年至2012年初设计的方案，并得到了主管设计师Yasuo Kajino和Tatsuya Takei的认可。

## 引擎規格
RC將會先行推出兩種版本，分別是混合動力版的RC300h，和一般汽油版本RC350。未來則會推出渦輪增壓的RC200t和性能旗艦版本的RC F。

### RC F
RC F 於2014年的底特律車展首次公開亮相。RC F是凌志繼IS F和LFA所推出底一款凌志F系列的高性能車款。
車身後方設有電動尾翼，在車速高於80公里時會自動升起，且在車速低於40公里時會自動收回。